# Чрешкова
Чрешкова (словен. Čreškova) — поселення в общині Войник, Савинський регіон, Словенія. 
Висота над рівнем моря: 377,2 м.